# Хорошее время
«Хорошее время» (англ. Good Time) — американская криминальная драма 2017 года, поставленная режиссёрами Джошем и Бенни Сафди по сценарию Джоша Сафди и Рональда Бронштейна.
Фильм участвовал в основной конкурсной программе 70-го Каннского кинофестиваля (2017).

## Сюжет
Фильм рассказывает о грабителе банка Конни (Роберт Паттинсон), который отчаянно пытается уйти от погони, но с каждым шагом свободного пространства вокруг него становится все меньше и меньше.

## В ролях
| • Роберт Паттинсон        | ... | Конни Никас           |
| • Дженнифер Джейсон Ли    | ... | подруга Конни         |
| • Бархад Абди             | ... | охранник в луна-парке |
| • Бен Сафди               | ... | Ник Никас             |
| • Маркос Антонио Гонсалес | ... | агент полиции         |
| • Клифф Мойлан            | ... | агент Патрик          |
| • Роуз Грегорио           | ... | Лорен                 |
| • Шон Рэй                 | ... | тайный коп            |
| • Сулейман Си Саване      | ... | водитель Uber         |

## Съемочная группа
- Авторы сценария — Рональд Бронштейн, Джошуа Сафди
- Режиссёры-постановщики — Бен Сафди, Джошуа Сафди
- Продюсеры — Себастьян Бир-Макклард, Оскар Бойсон, Терри Дугас, Парис Лацис[англ.]
- Оператор — Шон Прайс Вильямс
- Художник-постановщик — Сэм Лисенко
- Художник-декоратор — Одри Тернер

## Награды и номинации
- 2018 — номинация на премию «Спутник» за лучшую мужскую роль (Роберт Паттинсон)
- 2018 — пять номинаций на премию «Независимый дух»: лучший режиссёр (Бенни Сафди, Джош Сафди), лучшая мужская роль (Роберт Паттинсон), лучшая мужская роль второго плана (Бенни Сафди), лучшая женская роль второго плана (Талия Уэбстер), лучший монтаж (Бенни Сафди, Рональд Бронштейн)
- 2017 — приз за лучший саундтрек Каннского кинофестиваля (Дэниел Лопатин), а также номинация на Золотую пальмовую ветвь (Бенни Сафди, Джош Сафди)